# Power Architecture Platform Reference
A Power Architecture Platform Reference, röviden PAPR a Power.org kezdeményezése, amely a Power utasításkészlet-architektúrájú processzorokon alapuló új, nyílt számítástechnikai platform létrehozását célozta. Előzménye az 1990-es évek közepén létrejött két hasonló kezdeményezés, a PReP és a CHRP, melyek PowerPC-alapú számítógéprendszerek megvalósítását célozták.
A PAPR specifikáció szabványos szerverszámítógépek fejlesztésének szolgál alapjául. Különböző operációs rendszerek, mint például a Linux és az IBM AIX, Power-alapú hardveren történő futtatásukhoz a PAPR interfészre támaszkodhatnak. A PAPR megalkotásával a Power.org az IBM PReP platform-kezdeményezéséhez hasonló lépést tett, mivel szintén egy közös hardverdefiníciót és szoftver/firmware platformot határoz meg egy sor követelmény alapján. A gyakorlatban a PAPR az Open Firmware specifikáció kiterjesztése.
2013 óta a bővítéseket az OpenPOWER Alapítvány készíti el, amely LoPAPR néven kiadta a PAPR szabvány kissé csökkentett nyilvános verzióját, Linux operációs rendszer Power alapú hardveren történő futtatásához.
2020-ban a LoPAPR specifikáció neve megváltozott, egy újabb verzió kiadásával új neve „Linux on Power Architecture Reference” lett, rövidítve LoPAR.

## Hozzájárulás
2020 júliusában, a LoPAR dokumentum forrásait az alapítvány az Apache License 2.0 feltételei szerint közzétette az OpenPOWER Foundation GitHub fiókban, és pull requesteket fogadtak a közösségtől. 2021-től ez a szekció már nem volt elérhető, de a github fiókban továbbra is változatos források érhetők el.

## Kompatibilis rendszerek
- IBM JS20/21 – PowerPC 970FX/MP alapú szerverpengék
- Az IBM System p termékvonal, az IBM Power Systems elődje

## A beágyazott Power architektúra platformkövetelményei
A Wind River Systems vezette a Power.org albizottságát, amely az ePAPR néven ismert beágyazott specifikáció kidolgozását végezte, melyet 2008 júliusában ratifikáltak. 2011 októberében megjelent az ePAPR v1.1 jelű frissített specifikáció, amely tisztázta az előző változatot és egy új fejezettel, a virtualizáció támogatásának leírásával bővült. Az olyan alapvető fogalmaktól eltekintve, mint az eszközfa, az ePAPR specifikáció semmiben sem hasonlít a szerverekhez készült változatra, például teljesen eltérő hiperhívás-készletet definiál.

## Fordítás
Ez a szócikk részben vagy egészben  a   Power Architecture Platform Reference című angol Wikipédia-szócikk ezen változatának fordításán alapul.  Az eredeti cikk szerkesztőit annak laptörténete sorolja fel. Ez a jelzés csupán a megfogalmazás eredetét és a szerzői jogokat jelzi, nem szolgál a cikkben szereplő információk forrásmegjelöléseként.